# Бонки
Бонки — деревня в Свердловском районе Орловской области. Входит в состав Новопетровского сельского поселения. Население — 5 чел. (2010).

## География
Деревня расположена на берегу реки Жертвина.
Уличная сеть представлена одним объектом: Сосновая улица.
Географическое положение: в 7 километрах от районного центра — посёлка городского типа Змиёвка, в 37 километрах от областного центра — города Орёл и в 347 километрах от столицы — Москвы.

## Население
| 2010 |
| ---- |
| 5    |